# Paul-Matthieu de La Foata
(Paul-Matthieu de La Foata)
Paul-Matthieu de La Foata, detto Monsignori di la Fuata. (Azilone-Ampaza, 4 agosto 1817 – Ajaccio, 3 gennaio 1899), è stato un vescovo cattolico e scrittore francese in lingua corsa.

## Biografia

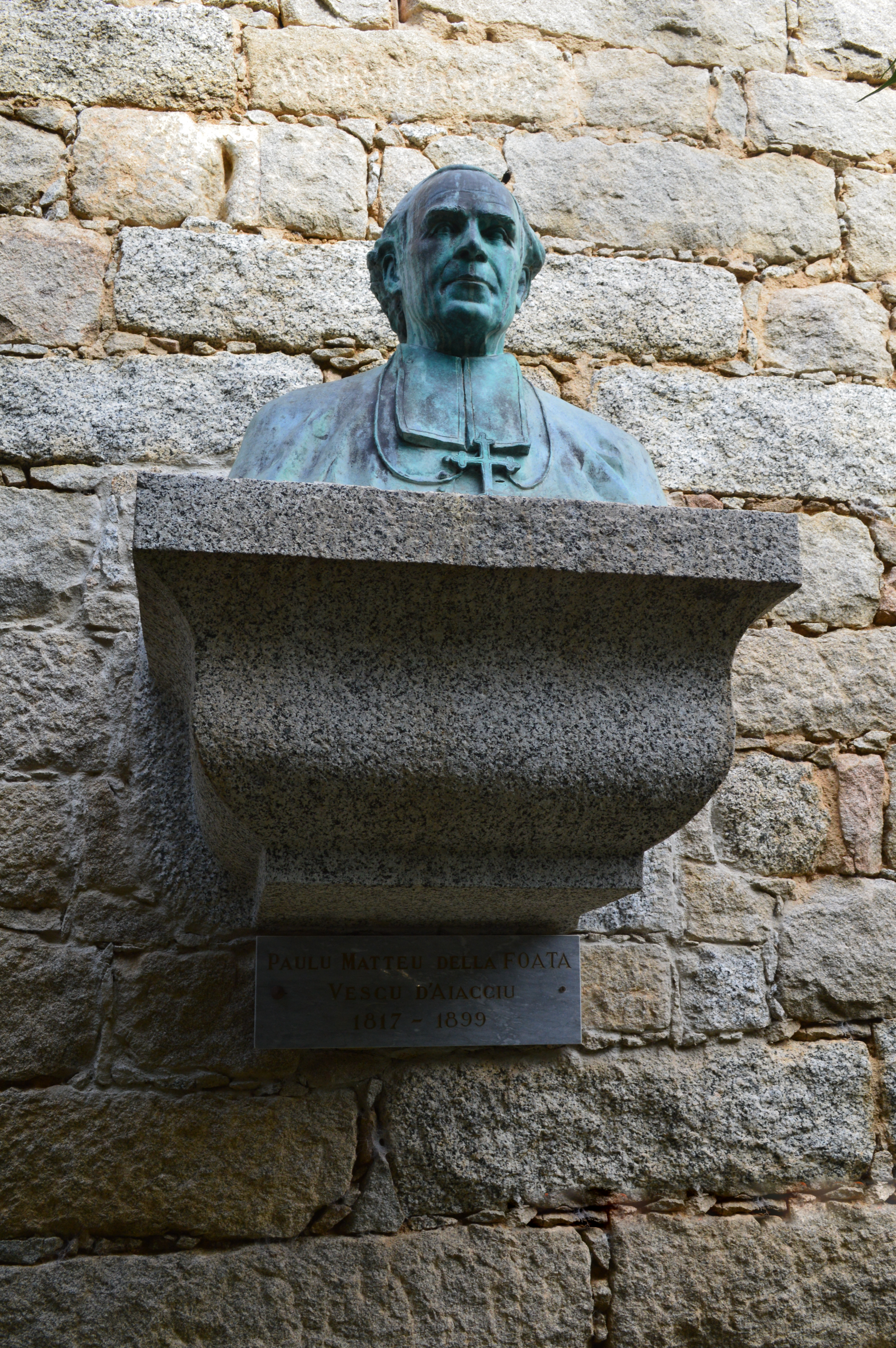
Statua dedicata a Monsignori di la Fuata a Azilone-Ampaza

Paul-Matthieu de La Foata nacque nel 1817 a Azilone-Ampaza, nella pieve d'Ornano, in Corsica. Studiò in un piccolo seminario di Ajaccio e nel 1843 venne ordinato prete. Nello stesso anno diventò professore e insegnò a Bocognano dal 1843 al 1855, a Corte nel 1855 e per poi ritornare ad Ajaccio. Nel 1876 diventa vicario della diocesi di Ajaccio e l'anno seguente ne diventa vescovo, subentrando al defunto François-André-Xavier de Gaffory.
Era poliglotta e conosceva quattro lingue (francese, italiano, latino e corso). Nella lingua natale compose molte poesie utilizzando il corso nella variante della pieve d'Ornano. Le composizioni realizzate dal 1856 al 1877 vennero riunite nel libro Poesie Giocose, in lingua vernacula di a pieve d'Ornanu.
Politicamente ammirò Pasquale Paoli, apprezzando la sua lotta per l'indipendenza dell'isola, e Napoleone Bonaparte
Morì nel 1899 ad Ajaccio a 81 anni d'età. Venne sepolto nella cattedrale di Ajaccio.

## Genealogia episcopale
La genealogia episcopale è:
- Cardinale Scipione Rebiba
- Cardinale Giulio Antonio Santori
- Cardinale Girolamo Bernerio, O.P.
- Arcivescovo Galeazzo Sanvitale
- Cardinale Ludovico Ludovisi
- Cardinale Luigi Caetani
- Cardinale Ulderico Carpegna
- Cardinale Paluzzo Paluzzi Altieri degli Albertoni
- Papa Benedetto XIII
- Papa Benedetto XIV
- Papa Clemente XIII
- Cardinale Marcantonio Colonna
- Cardinale Giacinto Sigismondo Gerdil, B.
- Cardinale Giulio Maria della Somaglia
- Cardinale Carlo Odescalchi, S.I.
- Vescovo Eugène de Mazenod, O.M.I.
- Cardinale Joseph Hippolyte Guibert, O.M.I.
- Vescovo Paul-Matthieu de La Foata